# کارلوس گون
کارلوس گون (یا به عربی غُصن)، (به انگلیسی: Carlos Ghosn) از اهالی کسب و کار فرانسوی متولد برزیل است که تبار لبنانی دارد، غصن پیشتر ریاست هیئت مدیره و مدیر عامل اجرایی شرکت‌های میشلین آمریکای شمالی رنو، آوتوواز، نیسان و میتسوبیشی موتورز را بر عهده داشته‌است، او همچنین مدیرعامل ارشد اجرایی و رئیس هیئت مدیره ائتلاف رنو-نیسان-میتسوبیشی، یک شراکت استراتژیک بین این شرکت‌های خودروسازی از طریق یک توافق پیچیده سهامداری مشترک، بود. این شرکت در سال ۲۰۱۷ بزرگترین گروه خودروسازی جهان خوانده شد.
غصن در اواخر دهه ۱۹۹۰ میلادی، در پی مدیریت بحران مالی و نجات شرکت نیسان از ورشکستگی، به شهرت رسید، تا جایی که به وی لقب قاتل هزینه‌ها داده شد.
او از اعضای هیئت مدیره بانک برزیلی؛ ایتاو یونی‌بانکو و شرکت آلکوا می‌باشد، همچنین عضو شورای راهبردی؛ دانشگاه سنت جوزف بیروت و دانشگاه آمریکایی بیروت نیز محسوب می‌شود. غصن به زبان‌های فرانسه، انگلیسی، عربی، پرتغالی و ژاپنی مسلط می‌باشد.
غصن در ۱ آوریل ۲۰۱۷ از مدیریت عامل ارشد اجرایی نیسان کناره گرفت اما رئیس هیئت مدیره آن باقی ماند. او در ۱۹ نوامبر ۲۰۱۸ به اتهام عدم گزارش کامل عواید و سوءاستفاده از دارایی‌های شرکت در فرودگاه هاندا دستگیر شد. در ۲۲ نوامبر ۲۰۱۸ هیئت مدیره نیسان به اتفاق آرا غصن را از ریاست هیئت مدیره خلع کردند. ۲۶ نوامبر ۲۰۱۸ هیئت مدیره میتسوبیشی نیز چنین کرد. رنو و دولت فرانسه به حمایت از او ادامه داده و او را تا زمان اثبات اتهامات مبری دانستند. غصن در ۲۴ ژانویه ۲۰۱۹ از مدیریت عامل ارشد اجرایی و ریاست هیئت مدیره رنو استعفا داد. وی که به قید وثیقه آزاد بود دوباره در ۴ آوریل ۲۰۱۹ به دلیل اتهامات جدید سو تسهیم بودجه‌های نیسان بازداشت شد. سهامداران نیسان در ۸ آوریل ۲۰۱۹ رای به برکناری او از هیئت مدیره این شرکت دادند. غصن در ۲۵ آوریل آزاد شد. در ۳۰ دسامبر ۲۰۱۹ او که در انتظار شرکت در دادگاه بود به بیروت پرواز کرد.

## زندگی‌نامه
کارلوس غصن دانش‌آموخته مدرسه پلی‌تکنیک پاریس و مدرسه عالی معدن می‌باشد. وی فعالیت خود را در سال ۱۹۸۱ و از شرکت میشلن (بزرگترین تولیدکننده تایر اتومبیل در اروپا)  آغاز نمود و در طول ۱۸ سال فعالیتش در این کمپانی، در کارخانجات مختلف میشلن در سرتاسر جهان اشتغال داشت.
در سال ۱۹۸۴ در حالی‌که تنها ۳۰ سال داشت، به ریاست بخش تحقیق و توسعه میشلن منصوب شد. یک سال بعد به مدیرعاملی میشلن آمریکای جنوبی رسید. در سال ۱۹۹۰ به‌عنوان مدیر عامل اجرایی و رئیس هیئت مدیره میشلن آمریکای جنوبی انتخاب شد و در پی خریداری کمپانی گودریچ تایر، توسط میشلن، با حفظ سمت قبلی، ریاست این شرکت را نیز در دست گرفت.
غصن در سال ۱۹۹۶ از سوی شرکت خودروسازی رنو به‌عنوان معاون مدیرعامل رنو آمریکای جنوبی منصوب گردید. سال ۱۹۹۹ در پی خریداری ۳۶٫۸٪ درصد از سهام شرکت نیسان توسط رنو، غصن با حفظ سمت در رنو، در ماه ژوئن ۱۹۹۹ به‌عنوان مدیر عملیات نیسان، فعالیتش را در این شرکت آغاز نمود.
در ژوئن ۲۰۰۰ به ریاست شرکت و در ژوئن ۲۰۰۱ به مدیرعاملی نیسان منصوب گردید. هنگامی‌که غصن سکان هدایت این شرکت ژاپنی را در دست گرفت، نیسان بالغ بر ۲۰ میلیارد دلار بدهی داشت و از ۴۸ مدل خودرویی که تولید می‌کرد، تنها ۳ مدل سود دهی داشت.
عملکرد وی در نیسان چنان چشمگیر بود، که در سال نخست سود خالصی معادل ۲٫۷ میلیارد دلار عاید کمپانی گردید و تا سال ۲۰۰۵ کلیه بدهی‌های نیسان را پرداخت نمود.
در ماه مه سال ۲۰۰۵ کارلوس غصن بعنوان مدیرعامل شرکت رنو نیز منصوب گردید و نخستین فردی بود که به‌طور همزمان، مدیریت دو کمپانی موجود در فهرست فورچون جهانی ۵۰۰ را بر عهده داشت. وی در ۲۸ ژوئن ۲۰۱۲ در حالی‌که همزمان هم مدیر عامل اجرایی و هم ریاست هیئت مدیره شرکت‌های رنو، نیسان و رنو-نیسان آلیانس را در دست داشت، به‌عنوان نایب رئیس هیئت مدیره شرکت آوتوواز نیز منصوب گردید.
غصن در سال ۲۰۱۷ از سمت مدیر عامل نیسان استعفا داد ولی به‌عنوان رئیس هیئت مدیره در این شرکت باقی ماند. در نوامبر ۲۰۱۸ وی به‌دلیل تخلفات مالی در ژاپن بازداشت شد. در ۳۰ دسامبر ۲۰۱۹ غصن که در انتظار شرکت در دادگاه بود از ژاپن خارج شد و به بیروت پرواز کرد. تحقیقات در مورد نحوهٔ خروج وی از ژاپن همچنان ادامه دارد با این‌حال رسانه‌های ژاپنی معتقدند غصن داخل یک جعبه بزرگ رفته و با این جعبه وارد یک جت اختصاصی شده‌است. طبق قوانین ژاپن، بارهای بزرگی که وارد هواپیماهای اختصاصی می‌شوند، از بازرسی معاف هستند. غصن با هواپیمای حامل این جعبه که در سطح آن حفره‌هایی برای گردش هوا و تنفس تعبیه شده بوده به استانبول در ترکیه پرواز کرد و از آن‌جا با یک جت خصوصی دیگر به لبنان رفت.